# Samba-sincopado
O samba-sincopado é um estilo de samba que acentua à síncopa do gênero musical. É por vezes chamado também de "samba do telecoteco".

## Etimologia
O termo síncope vem do grego syncopé, que significaria supressão, corte. Na medicina, síncope indica parada ou diminuição momentânea dos batimentos cardíacos, acompanhada da suspensão da respiração e da perda temporária da consciência. Na gramática, síncope significa a supressão de fonemas no interior da palavra, como por exemplo, mor ao invés de maior. Tanto na medicina como na gramática, o termo síncope sugere modificação ou alteração no ritmo do corpo ou da língua.
Na música, a sincope indicaria os desvios no padrão rítmico em que o som - articulado na parte fraca do tempo ou do compasso - prolonga-se para a parte forte do tempo seguinte. Ele indica a escrita de um tempo fraco de um compasso, prolongado até outro tempo de maior ou igual duração. O samba moderno urbano, surgido no Rio de Janeiro na década de 1910, era bastante ligado ao maxixe. No final da década de 1920, o samba passou por grandes transformações rítmicas, que mudaram o jeito de tocar, cantar e dançar em relação a primeira geração de sambistas - como Sinhô, Donga e João da Baiana. Suprimindo o velho samba amaxixado, este nova forma de samba tinha uma cadência mais sincopada e mais apoiada na percussão. O samba em si tornou-se sincopado, mas no samba-sincopado a síncope (o deslocamento) foi levada às últimas consequências.

## Estilo
O samba-sincopado é um tipo de samba muito relacionado ao samba-choro, pois ambos enfatizam o virtuosismo musical, com melodias elaboradas e ritmo quebrado. É considerado samba-sincopado, por exemplo, aquele de fraseado sinuoso, rico em notas e acentuadamente gingado, com divisões rítmicas ziguezagueantes. Com relação às temáticas e à inflexão linguística, costuma aproximar-se do samba-de-breque, que resulta da exacerbação da ginga e do humor, cujas letras apresentam caráter humorístico e paradas repentinas, nas quais o cantor introduz comentários falados, referentes ao tema cantado. Também é exemplo de samba-sincopado o samba-de-gafieira, sub-gênero musical mais voltado para a dança.
O compositor Geraldo Pereira foi grande expoente do samba-sincopado. Nei Lopes diz que são sincopadas as composições de Geraldo Pereira - "Bolinha de Papel", "Escurinha", "Escurinho", "Falsa Baiana".
Tem muita circulação comercial, mas também é muito associado à roda de samba (e até mesmo à roda de choro, exclusivamente instrumental). O samba-sincopado teria grande influência nos músicos da Bossa Nova.